# Ителмени
Ителмени (рус. Ительмены, енгл. Itelmens) су чукотско-камчатски народ који насељава руско полуострво Камчатка. Говорили су језицима из ителменске (јужне или камчатске) гране чукотско-камчатских језика.

## Име
Ителмен је ителменски ендоним и значи становник суве земље, људско биће. Ителмени су били познати и под именом Камчадали, које значи становници Камчатке. Камчадал је егзоним који потиче из корјачког. Од 1920-их у СССР-у званично се користи назив Ителмен, а Камчадал је почео да се користи за русификоване Ителмене, касније је означавао све становнике Камчатке који говоре руски.

## Територија
Ителмени су староседеоци Камчатке. У 18. веку насељавали су скоро целу Камчатку, временом је њихова територија значајно смањена, на подручје између Седанке и Сопочноја. Ово подручје административно припада Тигилском рејону Корјачког округа Камчатског краја.

## Популација
Према резултатима пописа становништва Руске Федерације, Ителмена је 2010. било 3.193. Већина их данас живи у Тигилском и Миљковском рејону Камчатског краја и у Петропавловску Камчатском главном граду Камчатског краја (2010. године укупно 2.361), значајан број их живи и у Магаданској области (2010. године укупно 600).

## Језик
Три ителменска језика чине посебну грану чукотско-камчатске породице језика. Ти језици су ителменски језик (или западноителменски), источноителменски и јужноителменски језик, од којих је само још западноителменски жив језик, док су остала два изумрла. Почетком 21. века велики део Ителмена говори руским као матерњим језиком, а проценат говорника ителменског је у непрестаном опадању. 

## Вера
Ителмени су већином православне вероисповести, али су одржали традиционална анимистичка веровања, шаманизам и фетишизам.